# مقبس 3
مقبس 3 (بالإنجليزية: Socket 3) وهو مقبس لوحدات المعالجة المركزية بنظام إكس 86 من شركة إنتل. وهي تطوير لمقبس 2 وصممت للوحدات بجهد كهربائي منخفض. أعادت شركة إنتل ترتيب الإبر لتمكن وحدات المعالجة المركزية بجهد كهربائي 3.3 فوات أن تستخدمه, مثل وحدات إي أم 5x86 من شركة إي أم دي وسي إكس 5x86 من شركة سيريكس (Cyrix). وبتغير الوصلة الداخلية (Jumper) يمكن تغير استخدام هذا المقبس لوحدات بجهد 3.3 فولت إلى وحدات بجهد 5 فولت.